# Bases Loaded
 (octobre 2018).
Si vous disposez d'ouvrages ou d'articles de référence ou si vous connaissez des sites web de qualité traitant du thème abordé ici, merci de compléter l'article en donnant les références utiles à sa vérifiabilité et en les liant à la section « Notes et références ».
Bases Loaded  (燃えろ!!プロ野球, Moero!! Pro Yakyū au Japon)  est un jeu vidéo de baseball de Jaleco, sorti à l'origine pour la Nintendo Entertainment System. Il est sorti pour la première fois en 1987 au Japon et en 1988 en Amérique du Nord portagesur Game Boyest sorti en juillet 1990. Une version pour téléphone portable existe également. Pour la console virtuelle,Bases Loaded est sorti le 11 septembre 2007 au Japon et le 7 avril 2008 en Amérique du Nord pour laWii, et le 15 mai 2013 au Japon et le 10 juillet 2014 en Amérique du Nord pour la Nintendo 3DS,,,. La Wii U en Amérique du Nord (qui est sortie plus tard au Japon le 22 octobre 2014) est également sortie en même temps que la version Nintendo 3DS. Un portage de Mebius et Clarice Games pour la PlayStation 4 est sorti au Japon en 2015.
Le jeu est le premier volet de la série Bases Loaded, suivi de sept suites sur trois générations de consoles. Il existe trois autres jeux vidéo dans la série Bases Loaded NES, Bases Loaded II: Second Season , Bases Loaded 3 et Bases Loaded 4. Il existe également une version Game Boy de Bases Loaded . La série s'est poursuivie sur la plateforme SNES avec Super Bases Loaded , Super Bases Loaded 2 et Super Bases Loaded 3. Le dernier opus de la série est Bases Loaded '96: Double Header , sorti sur la Sega Saturn et la PlayStation .